# Montreuil-au-Houlme
Montreuil-au-Houlme è un comune francese di 126 abitanti situato nel dipartimento dell'Orne nella regione della Normandia.

## Società

### Evoluzione demografica
Abitanti censiti